# Coppa Continentale 2022-2023 (hockey su pista)
La Coppa Continentale 2022-2023 è stata la 41ª edizione (la ventiquattresima con la denominazione Coppa Continentale) dell'omonima competizione europea di hockey su pista. La manifestazione è stata disputata a Follonica dal 17 al 18 settembre 2022.
A conquistare il trofeo è stato il Valongo al primo successo nella sua storia.

## Squadre partecipanti
| Club      | Qualificazione            | Partecipazioni precedenti (il grassetto indica la vittoria) |
| --------- | ------------------------- | ----------------------------------------------------------- |
| Trissino  | Detentore dell'Eurolega   | Esordiente                                                  |
| Valongo   | Finalista dell'Eurolega   | Esordiente                                                  |
| Calafell  | Detentore della Coppa WSE | Esordiente                                                  |
| Follonica | Finalista della Coppa WSE | 2005-2006, 2006-2007                                        |

## Risultati

### Semifinali
| Follonica 17 settembre 2022, ore 15:00 CEST | Calafell | 2 – 3 | Valongo | Pista Armeni |

| Follonica 17 settembre 2022, ore 18:00 CEST | Trissino | 6 – 5 | Follonica | Pista Armeni |

### Finale
| Follonica 18 settembre 2022, ore 18:00 CEST | Trissino | 1 – 2 | Valongo | Pista Armeni |